# Biserica de lemn din Vechea
Biserica de lemn din Vechea se află în localitatea omonimă din județul Cluj și datează din anul 1726, conform unei inscripții de pe portal. Biserica se află pe noua listă a monumentelor istorice sub codul LMI: cod LMI CJ-II-m-B-07808.

## Istoric și trăsături

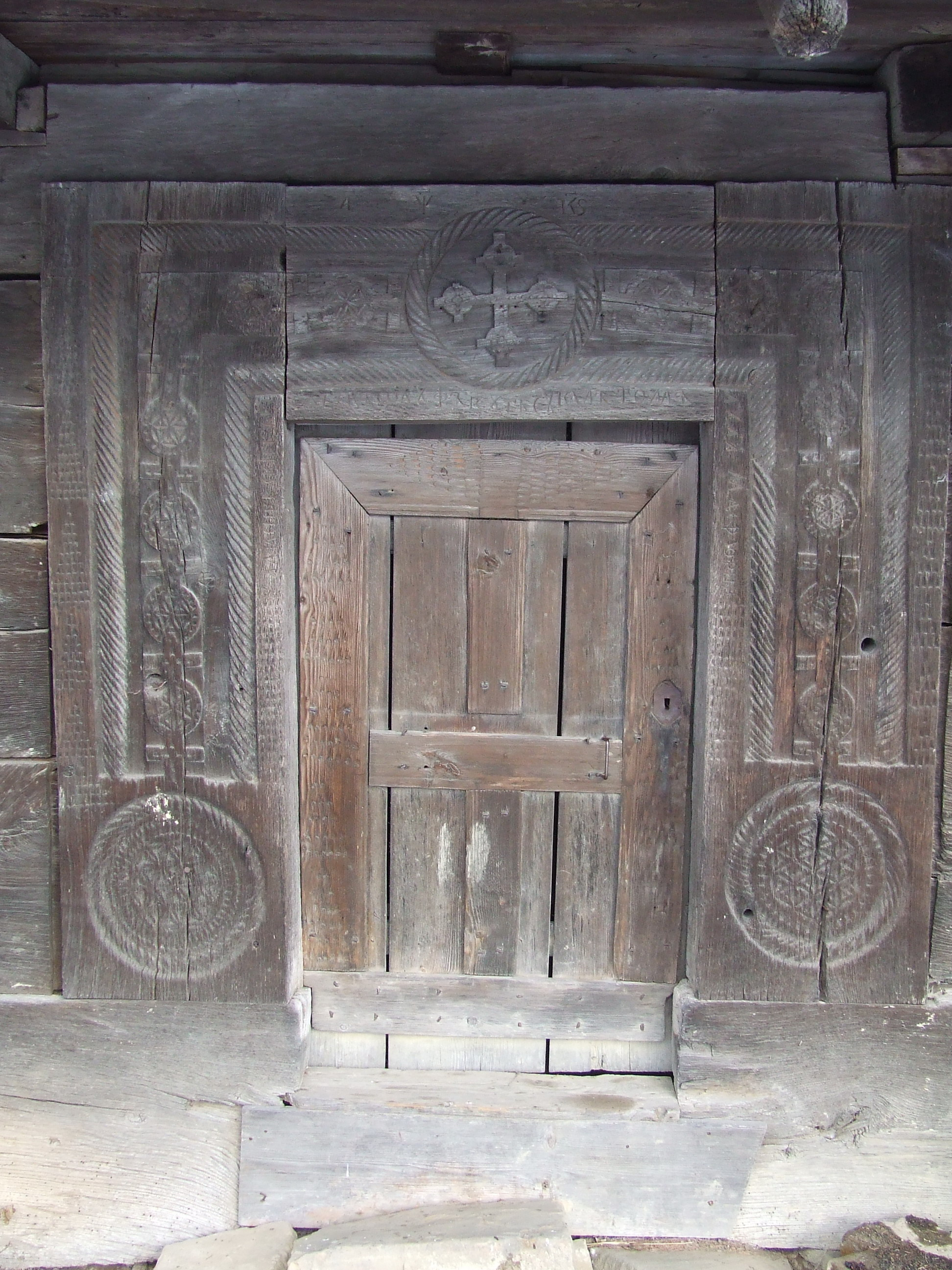
Portalul de pe latura sudică

Biserica prezintă un plan alcătuit din pronaos, naos și altar poligonal decroșat. A fost înălțată în anul 1726 și se poate presupune că a luat locul uneia mai vechi șubrezită  de vreme. Este construită din bârne masive de stejar și are un model planimetric arhaic, fără prispă, cu o clopotniță scundă, aflată deasupra pronaosului.
Pe latura de sud se află un frumos portal, împodobit cu trei rozete mari, înscrise într-un colac în torsadă și alte 14 rozete mai mici, legate prin semnul crucii. Aceleași caracteristici le are și ancadramentul ușii dintre pronaos și naos.
Inscripția de pe portalul de intrare indică anul ridicării construcției, numele ctitorului și prețul plătit meșterului lemnar: "1726 / Aceasta sv[â]ntă / besearecă o au făcut Sucală Tomă / au dat 40 de florinți".
Interiorul se crede că a fost pictat în 1748, dar pictura este grav deteriorată. O inscripție de pe peretele sudic notează că: "s-au șindilitu 1789, 20 iunie cu 13 flo[r]i[nți]".

## Imagini

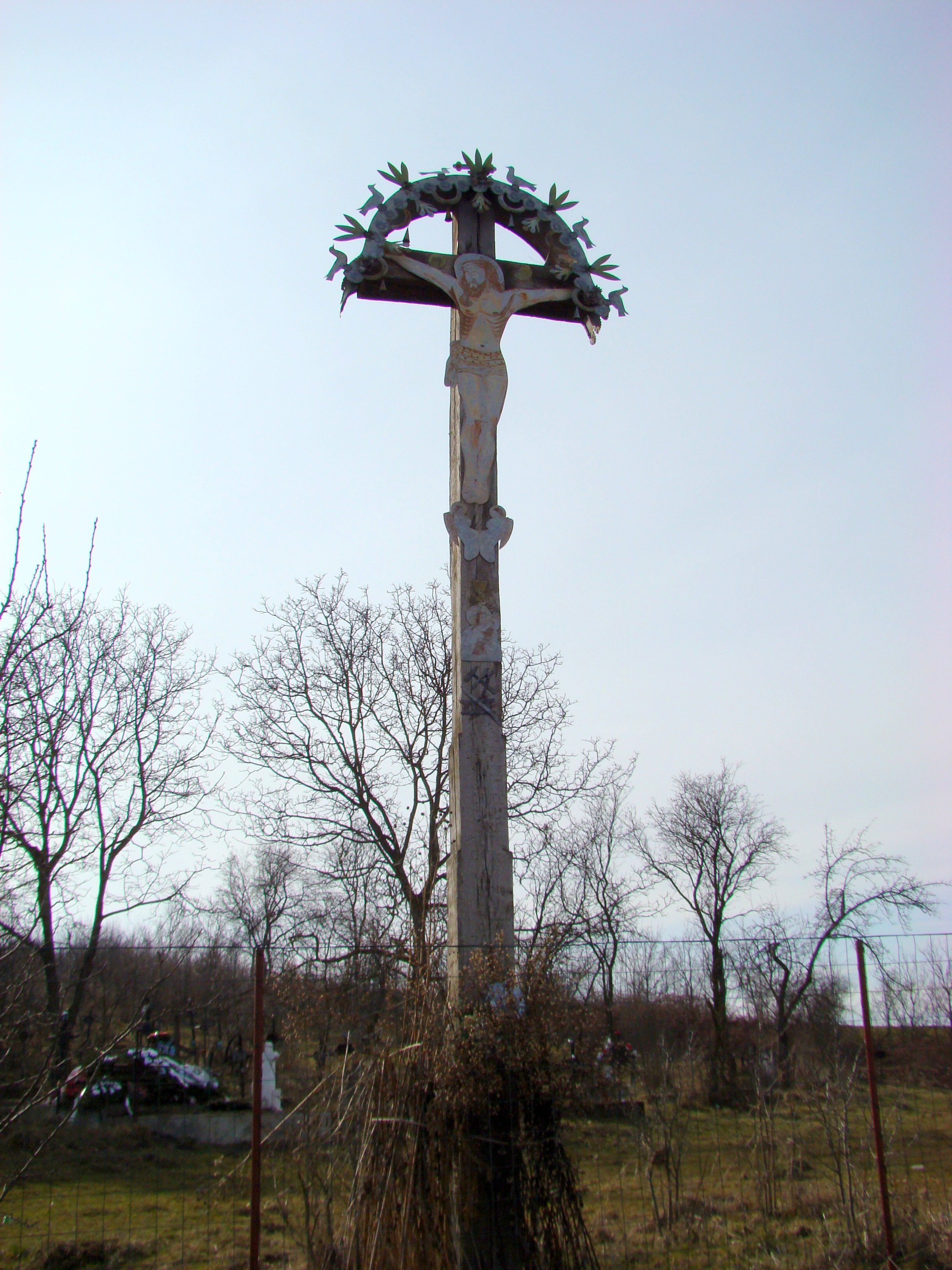
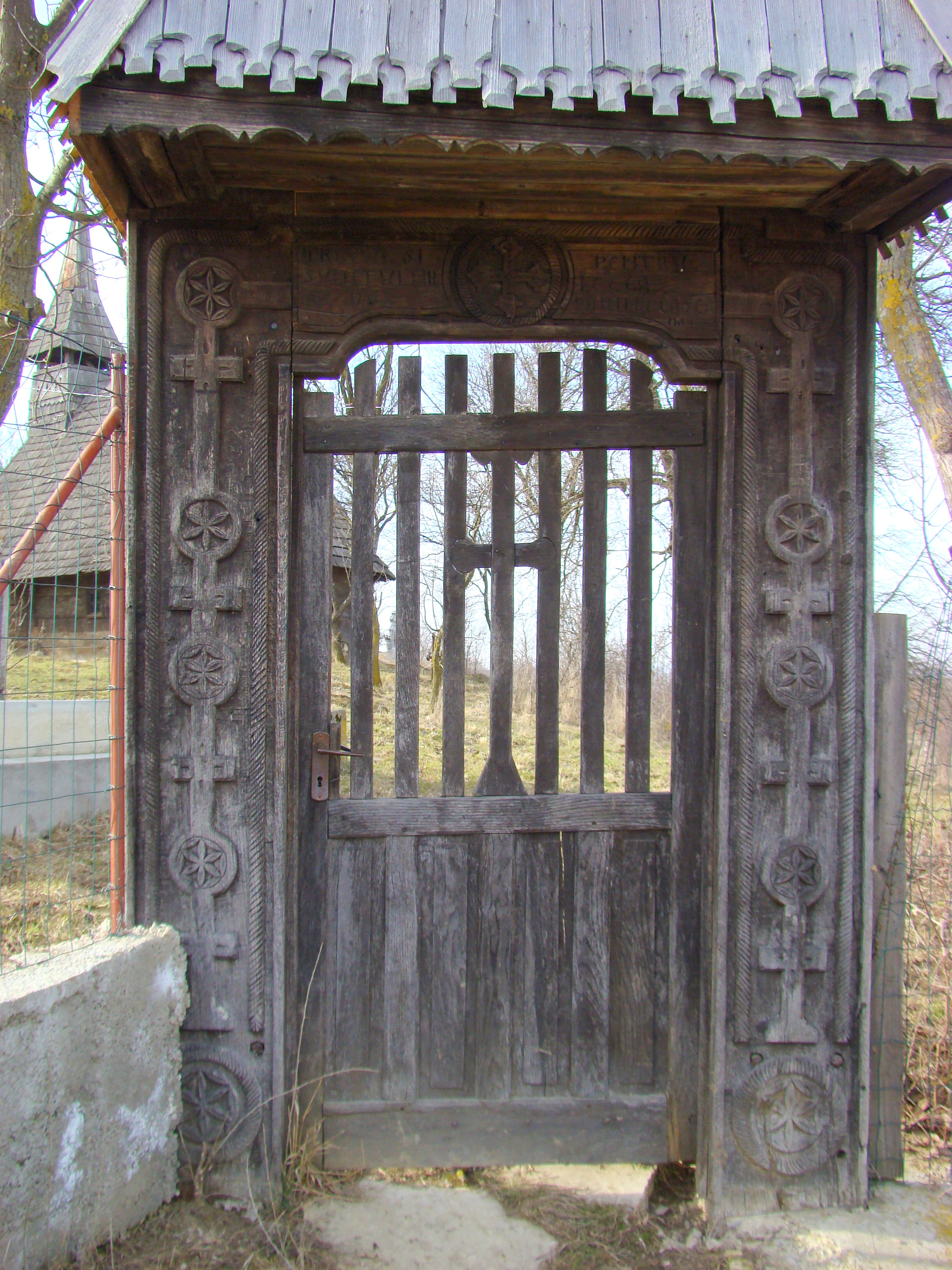
Intrarea in curtea bisericii
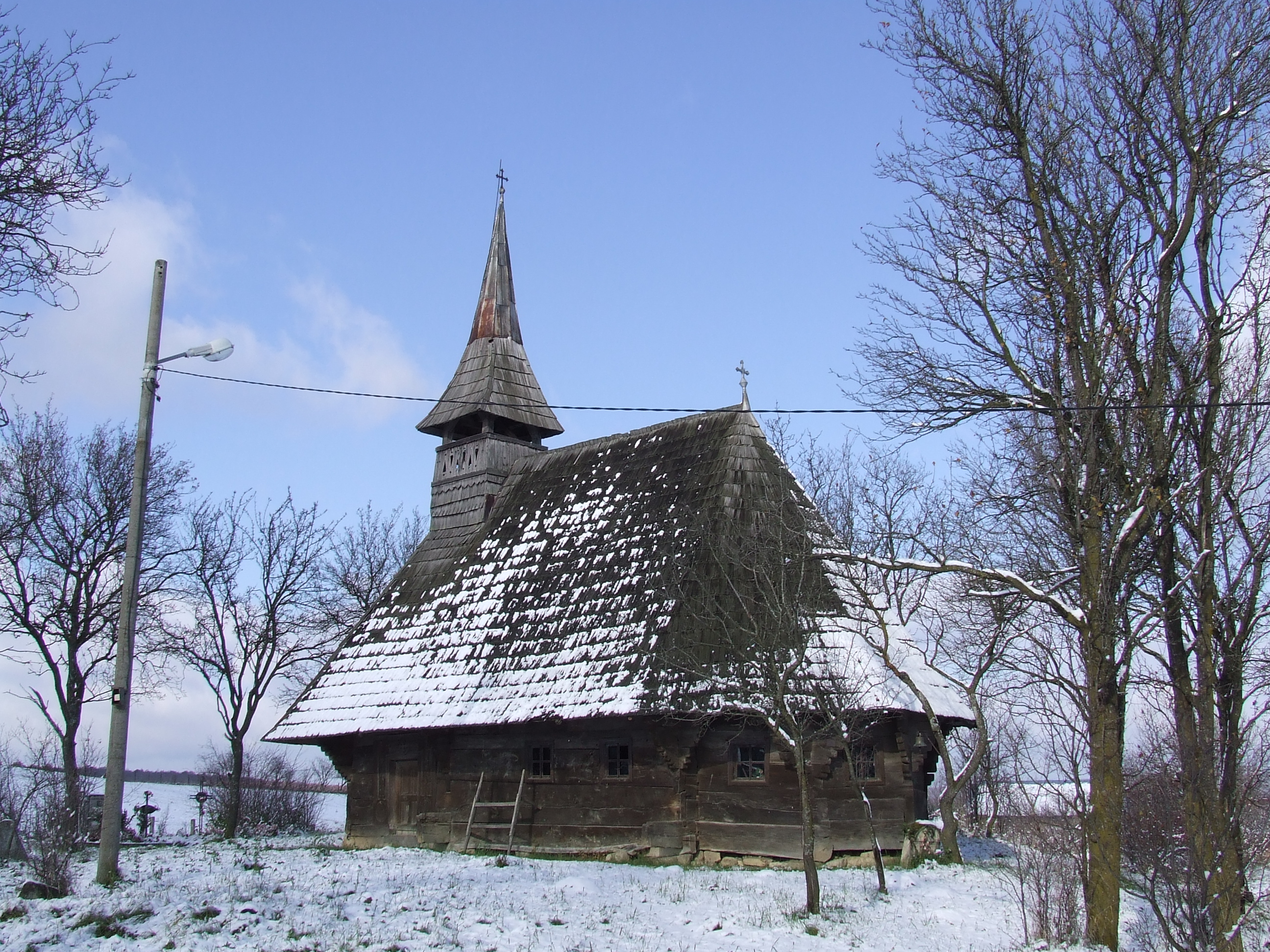
Imagine de ansamblu biserica de lemn din Vechea
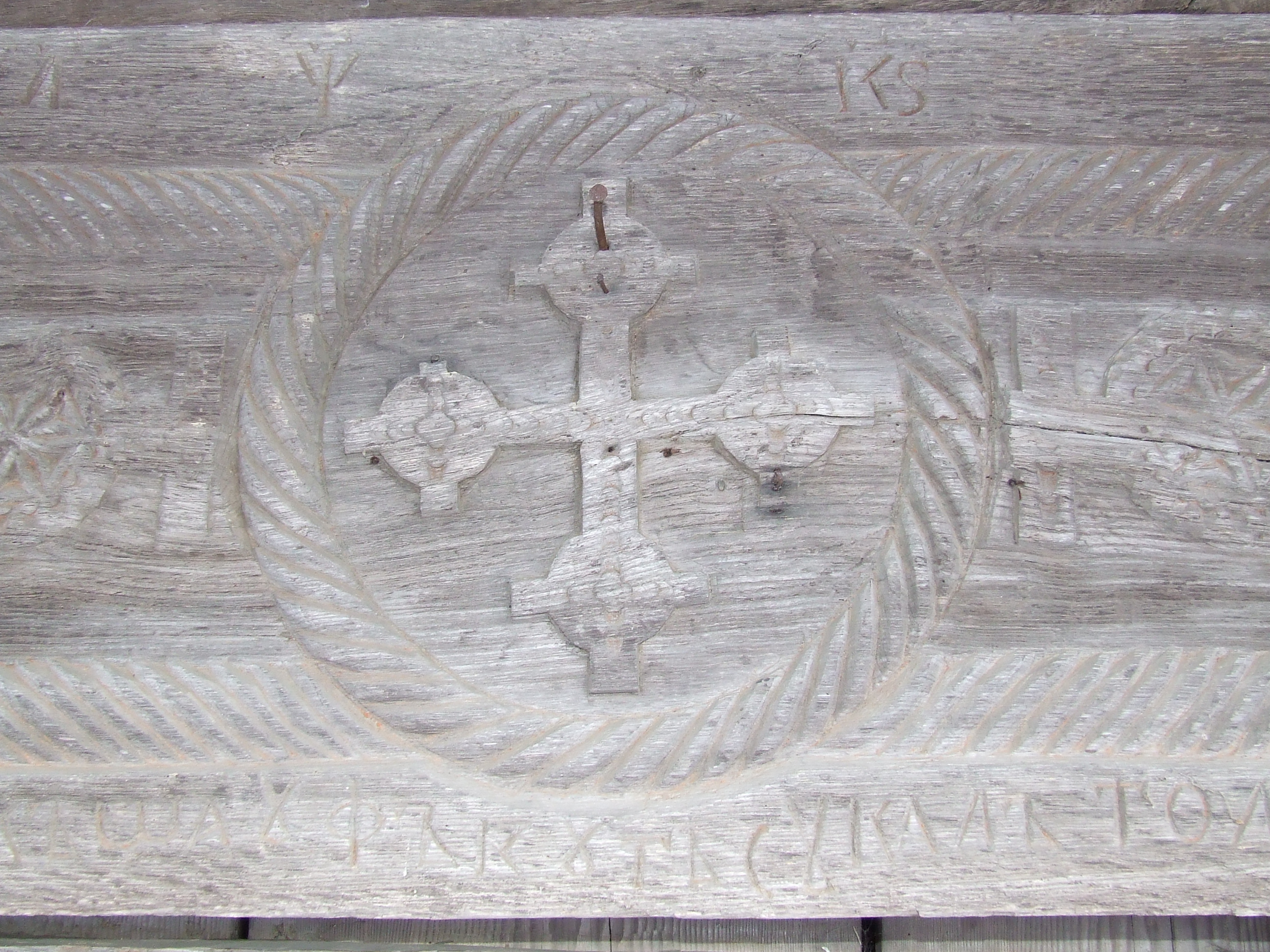
Detaliu portal
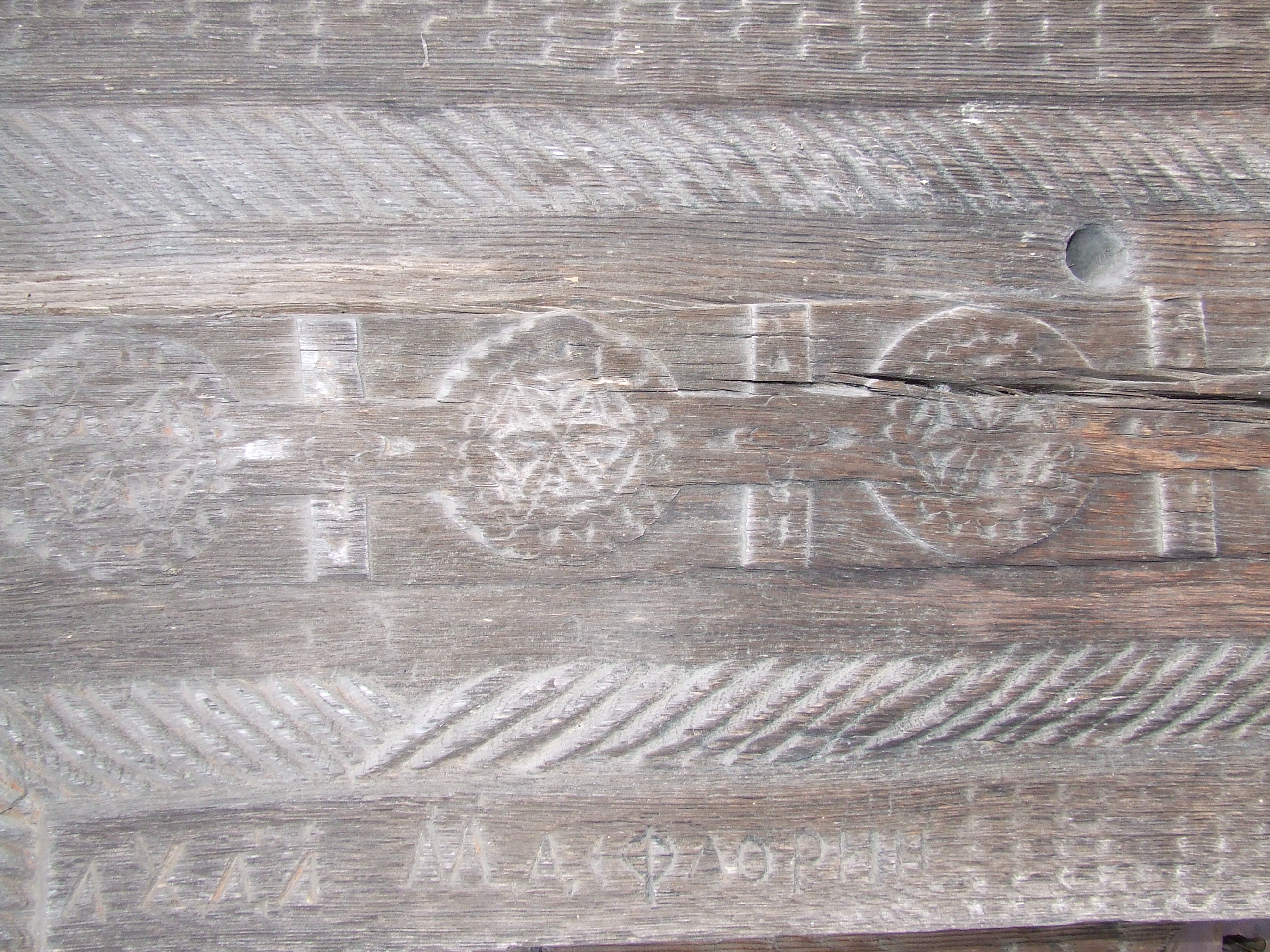
Detaliu 2 portal
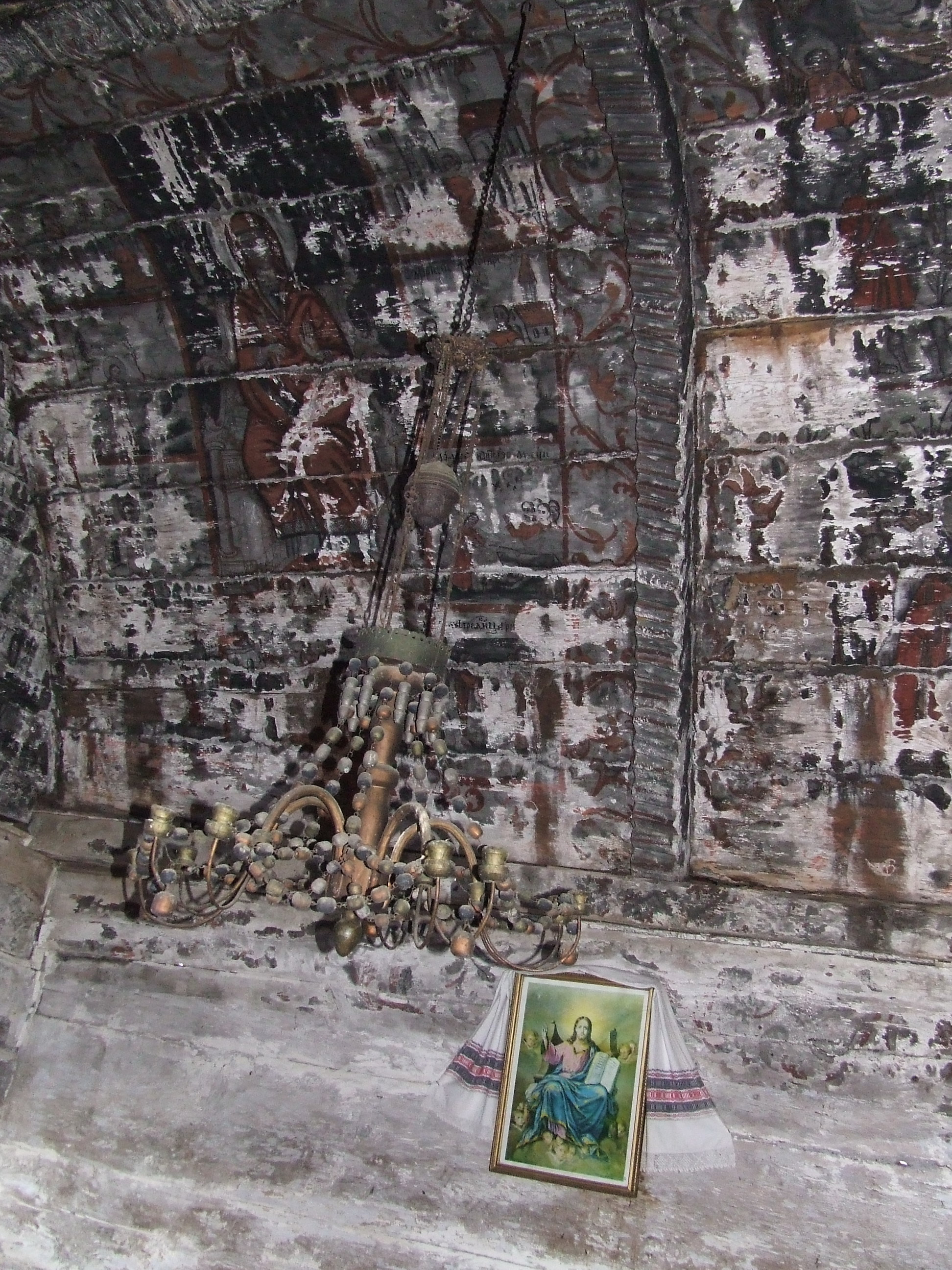
Candelabru
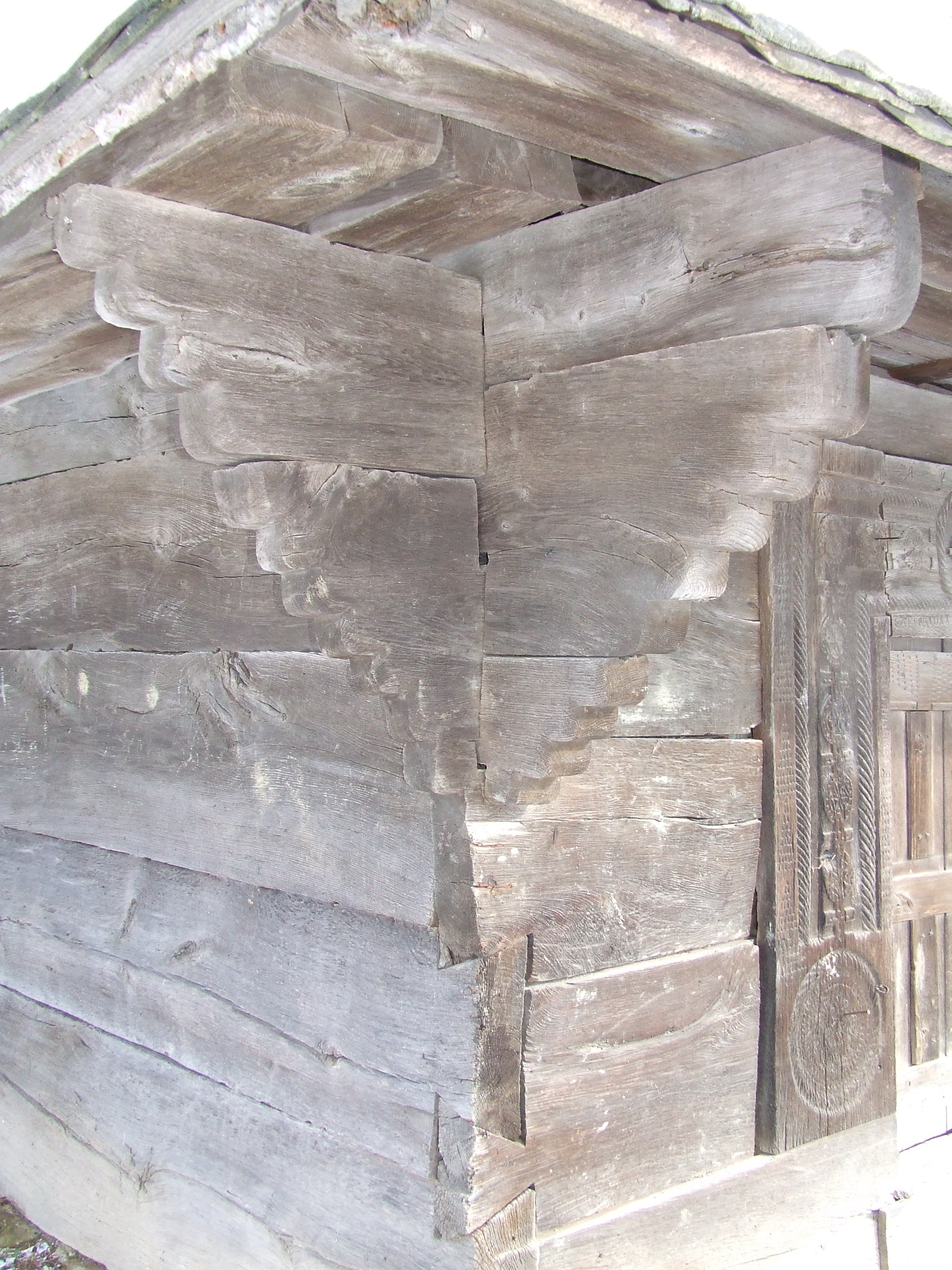
Console, biserica de lemn din Vechea
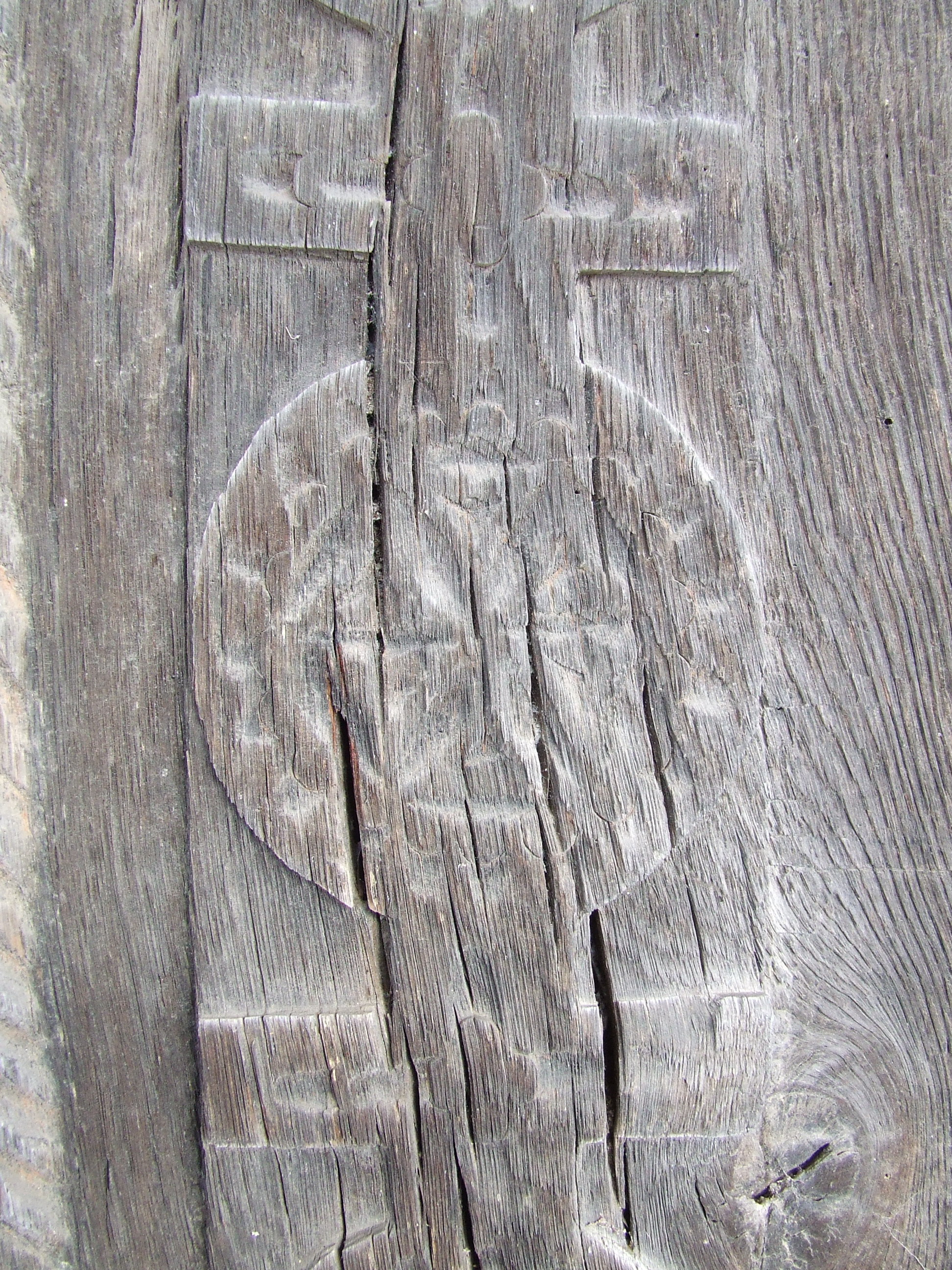
Detaliu 3 portal
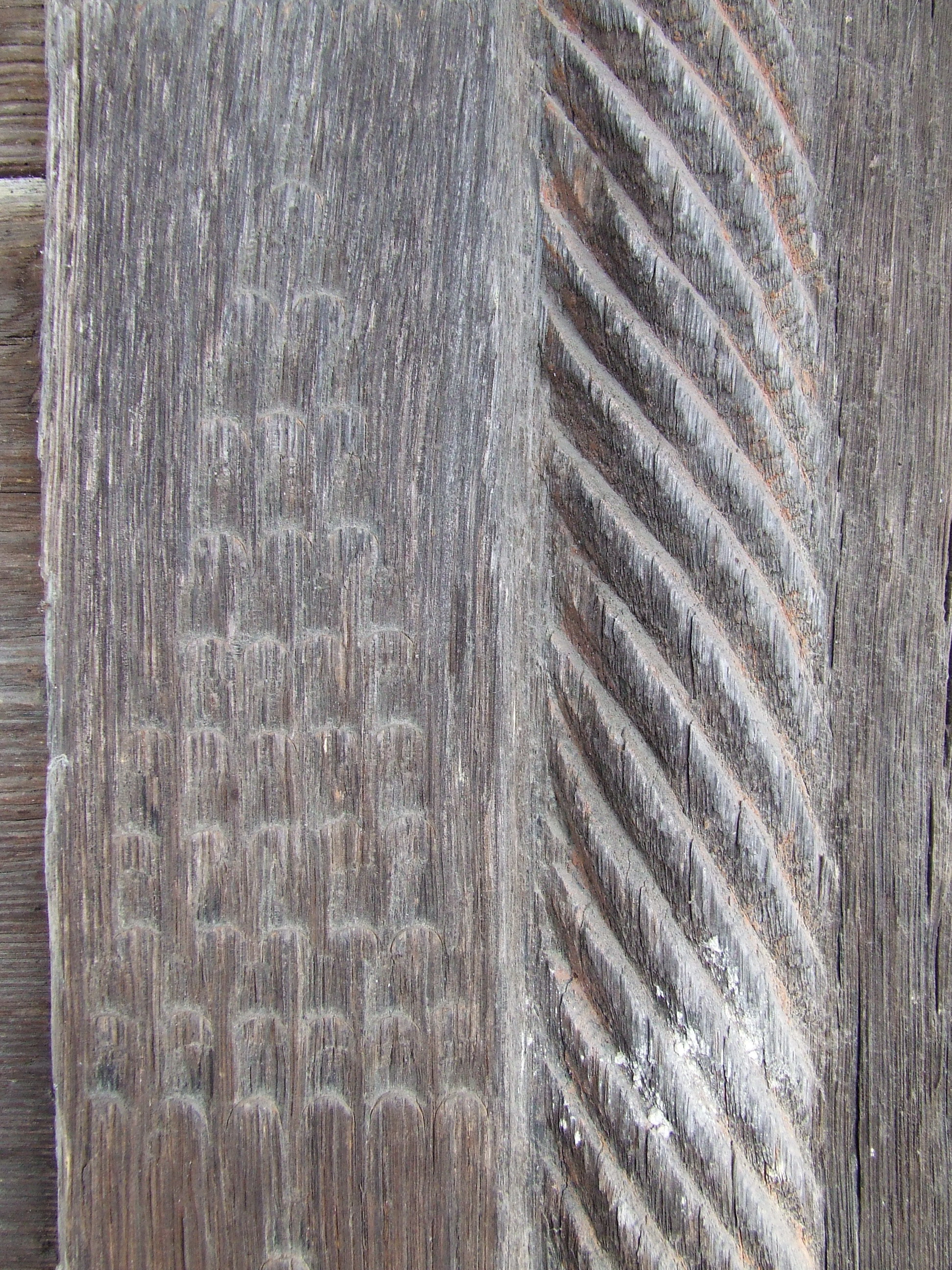
Detaliu 4 portal
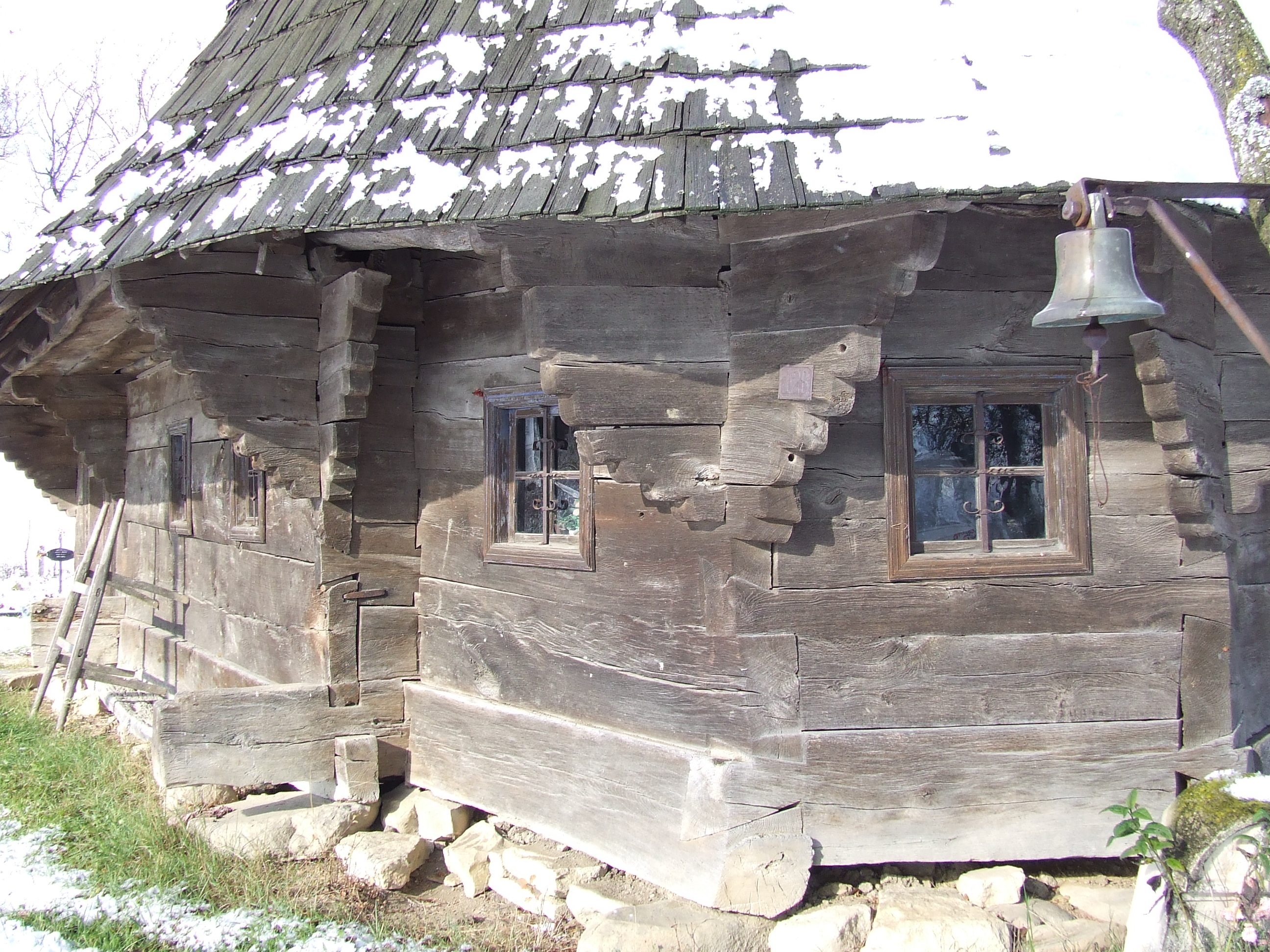
Biserica de lemn din Vechea
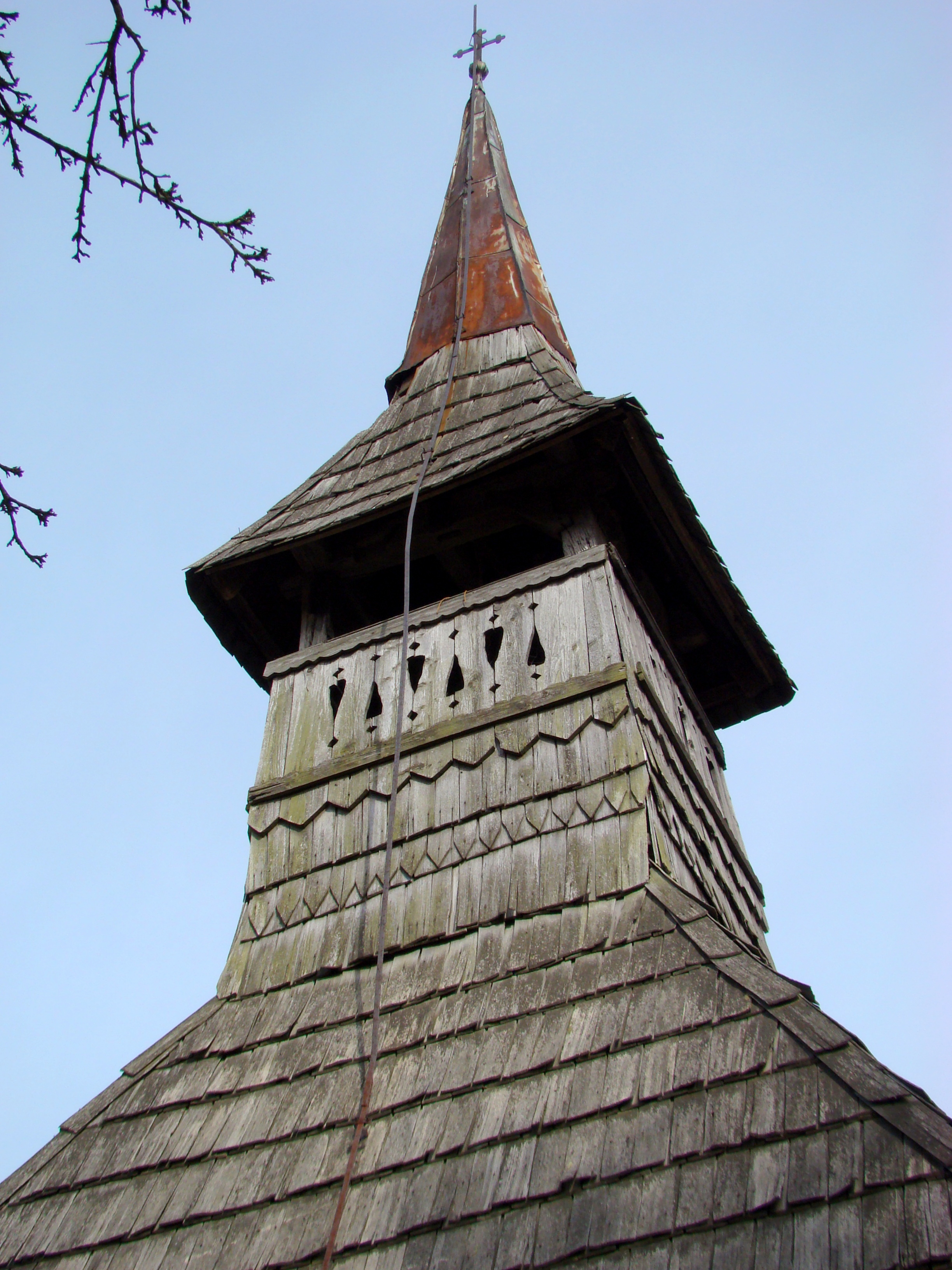
Turnul bisericii de lemn din Vechea
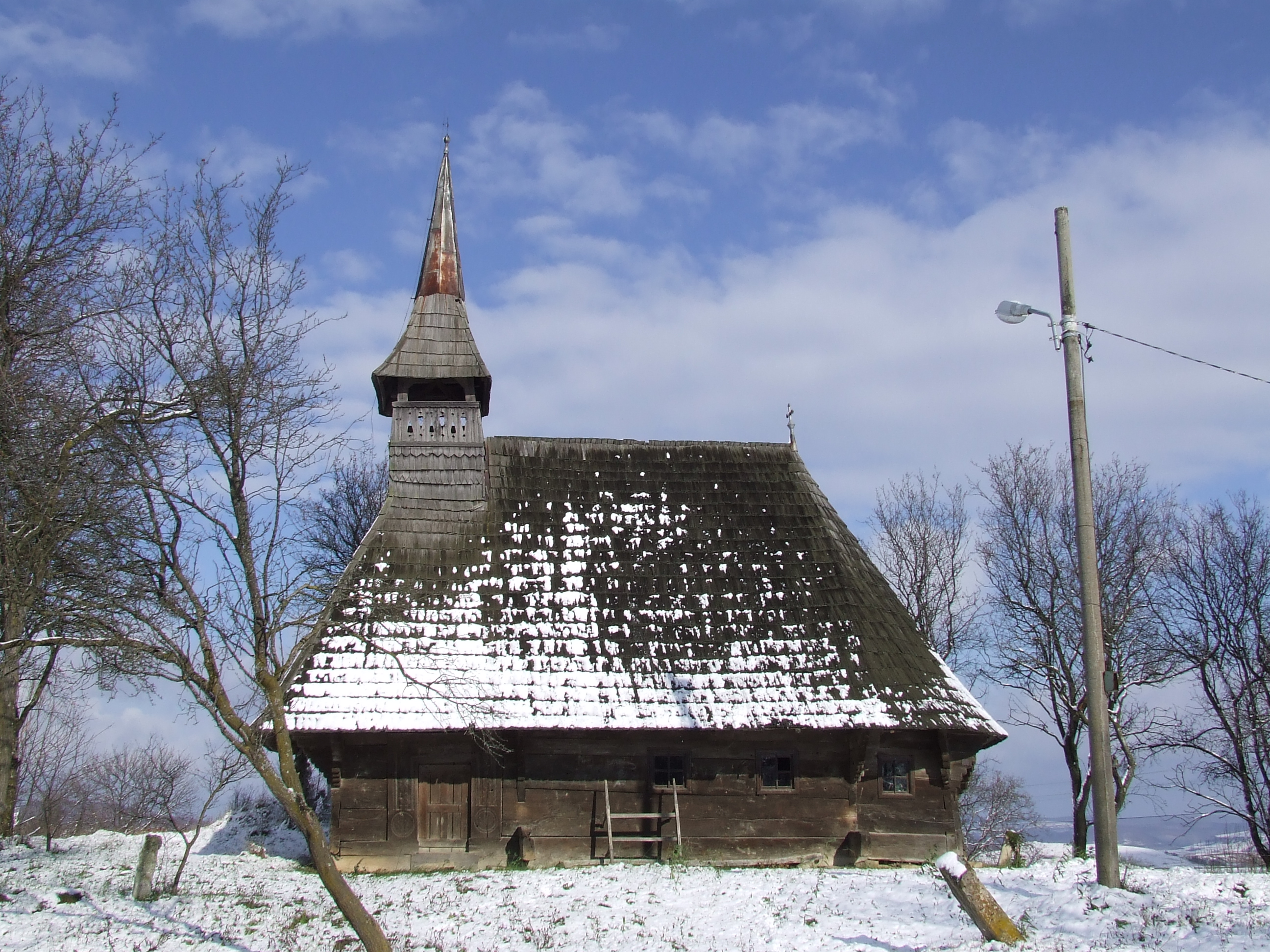
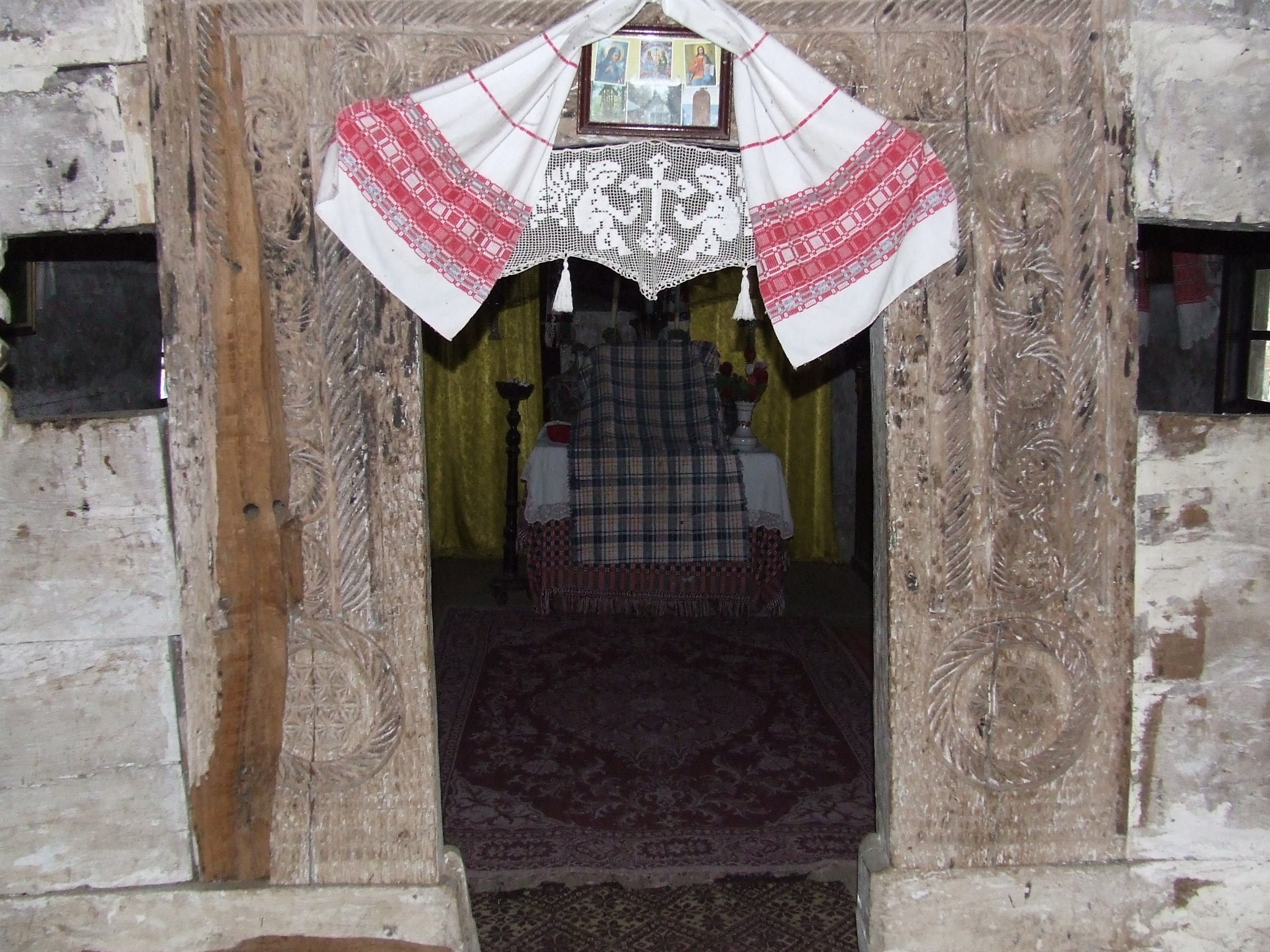
Portalul interior
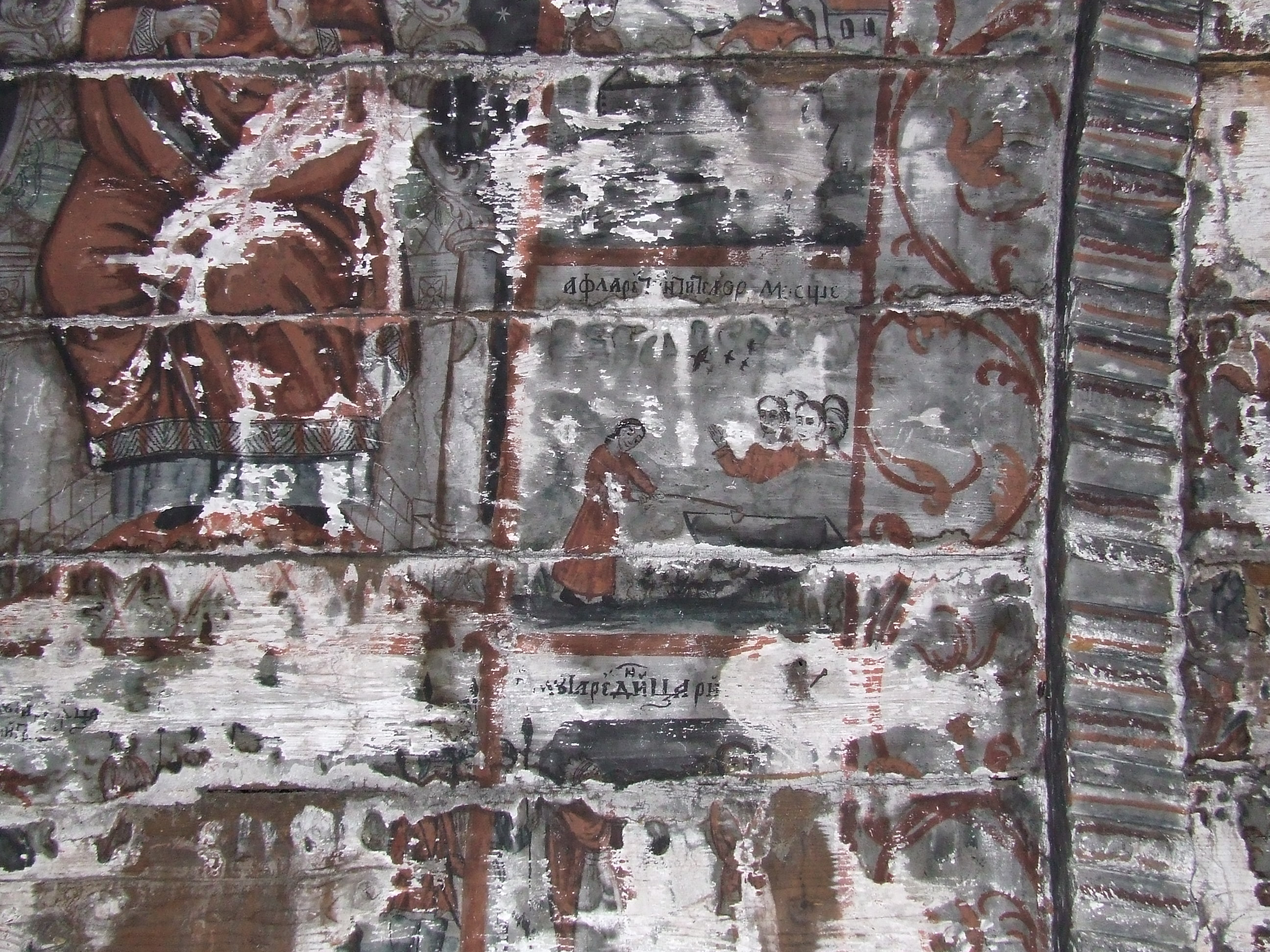
Interior
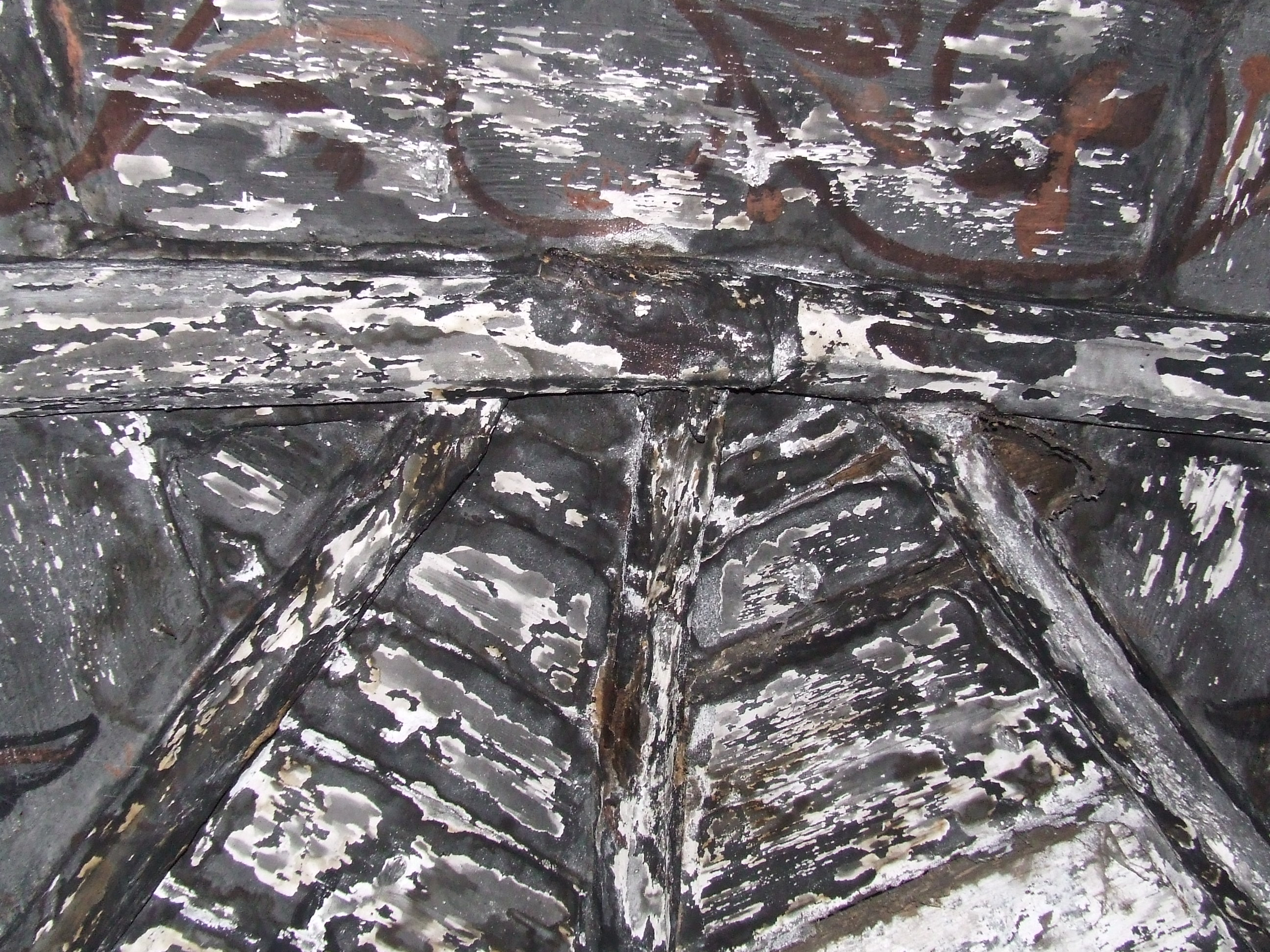
Interior
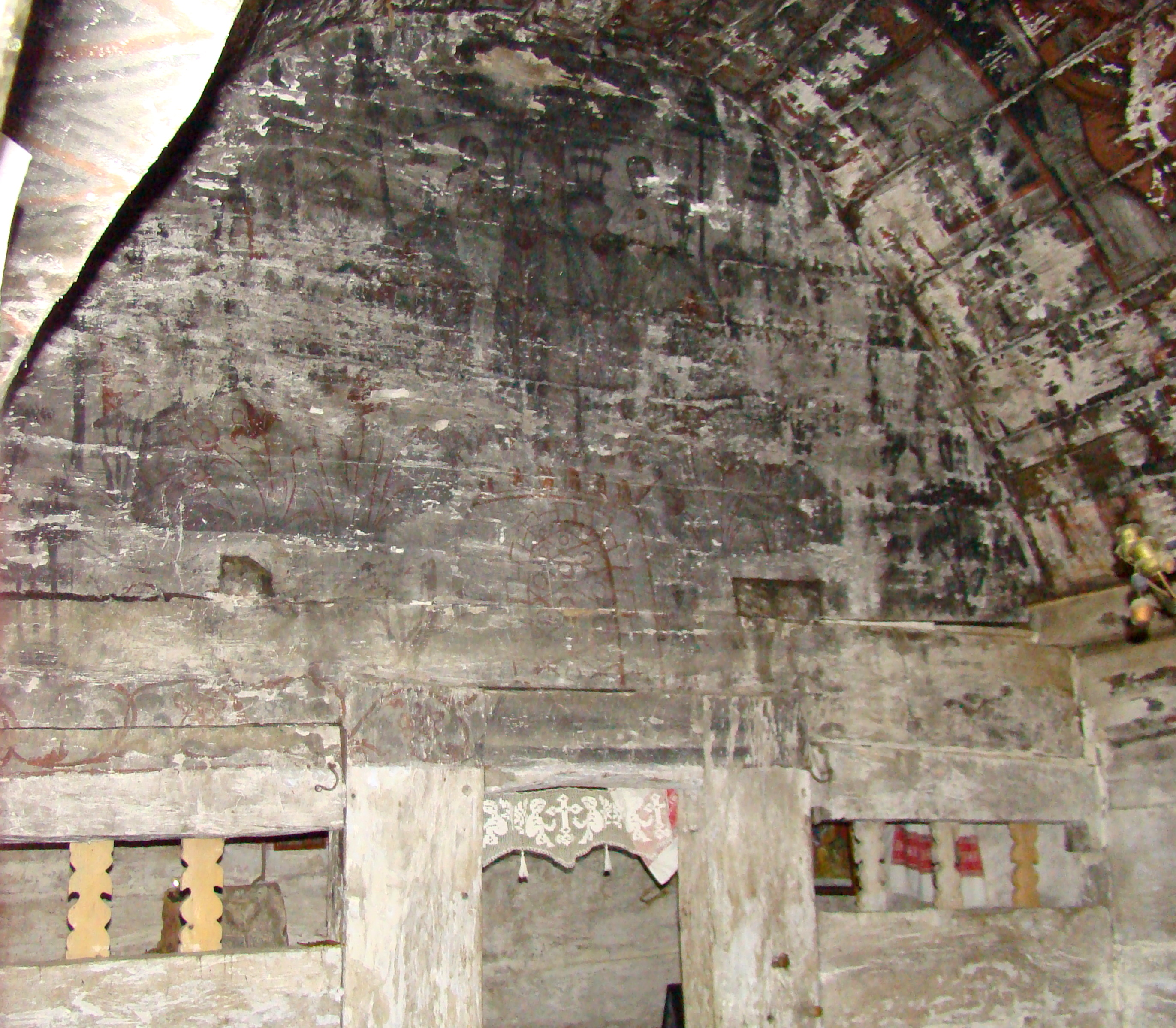
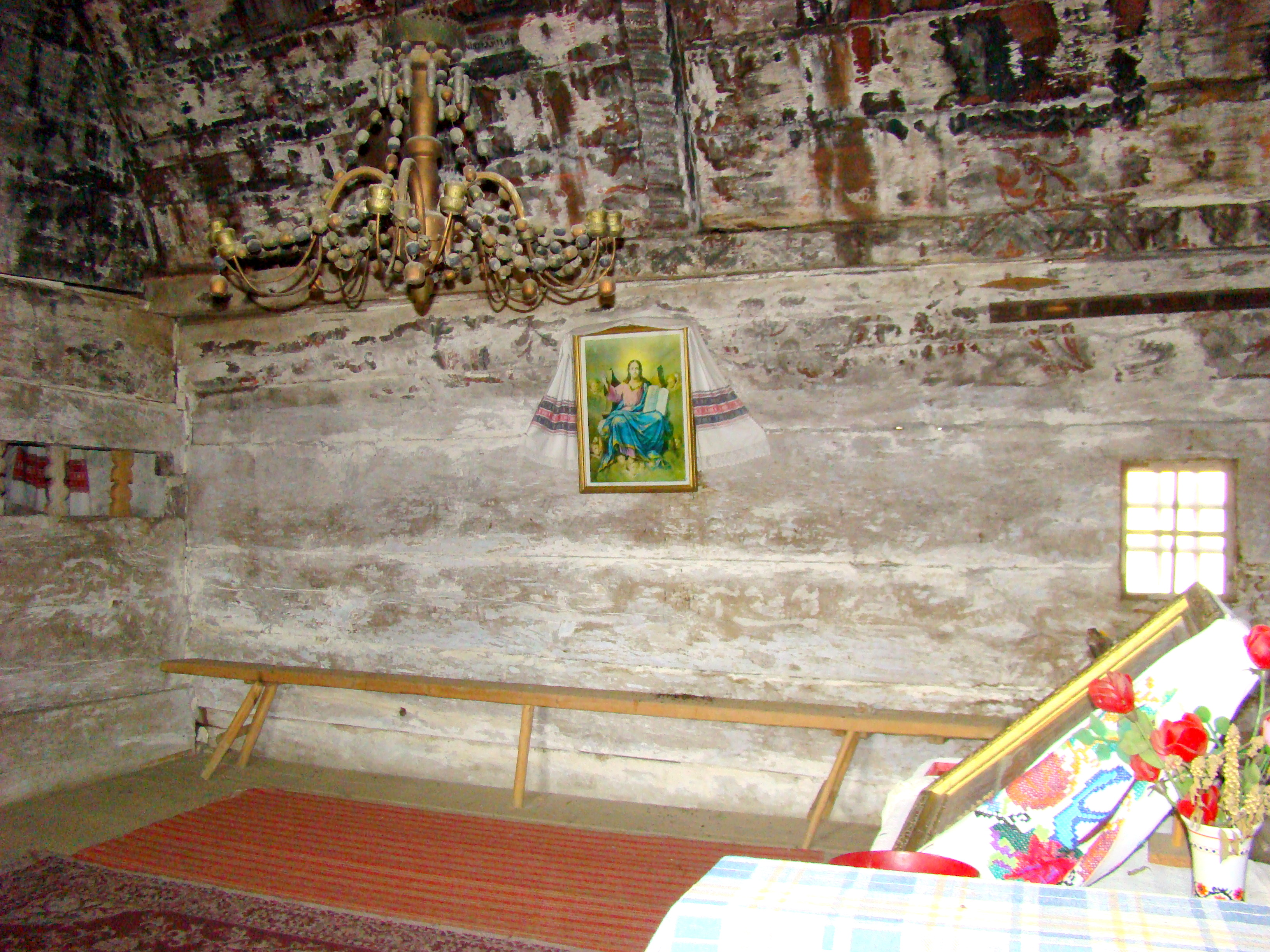
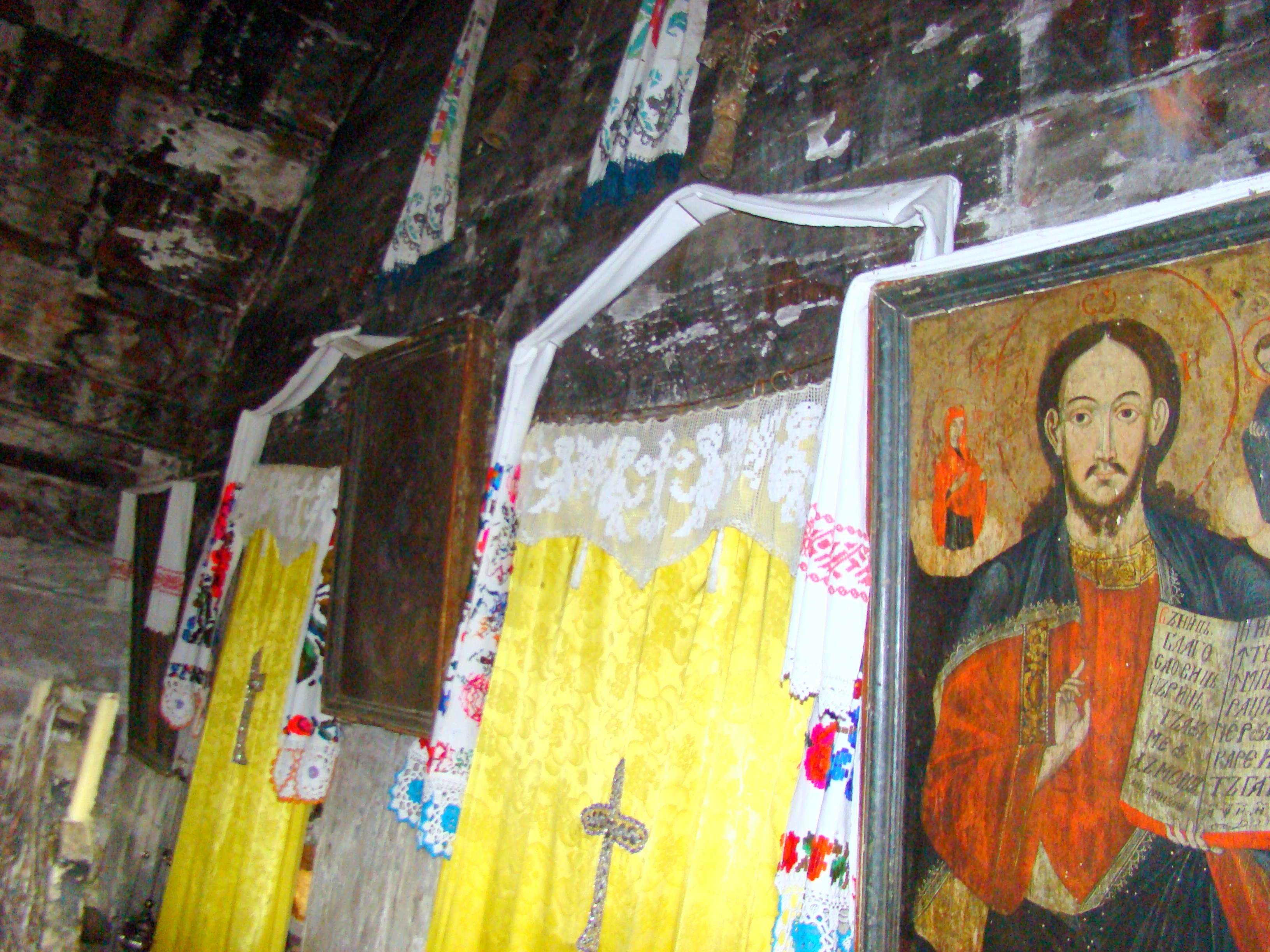
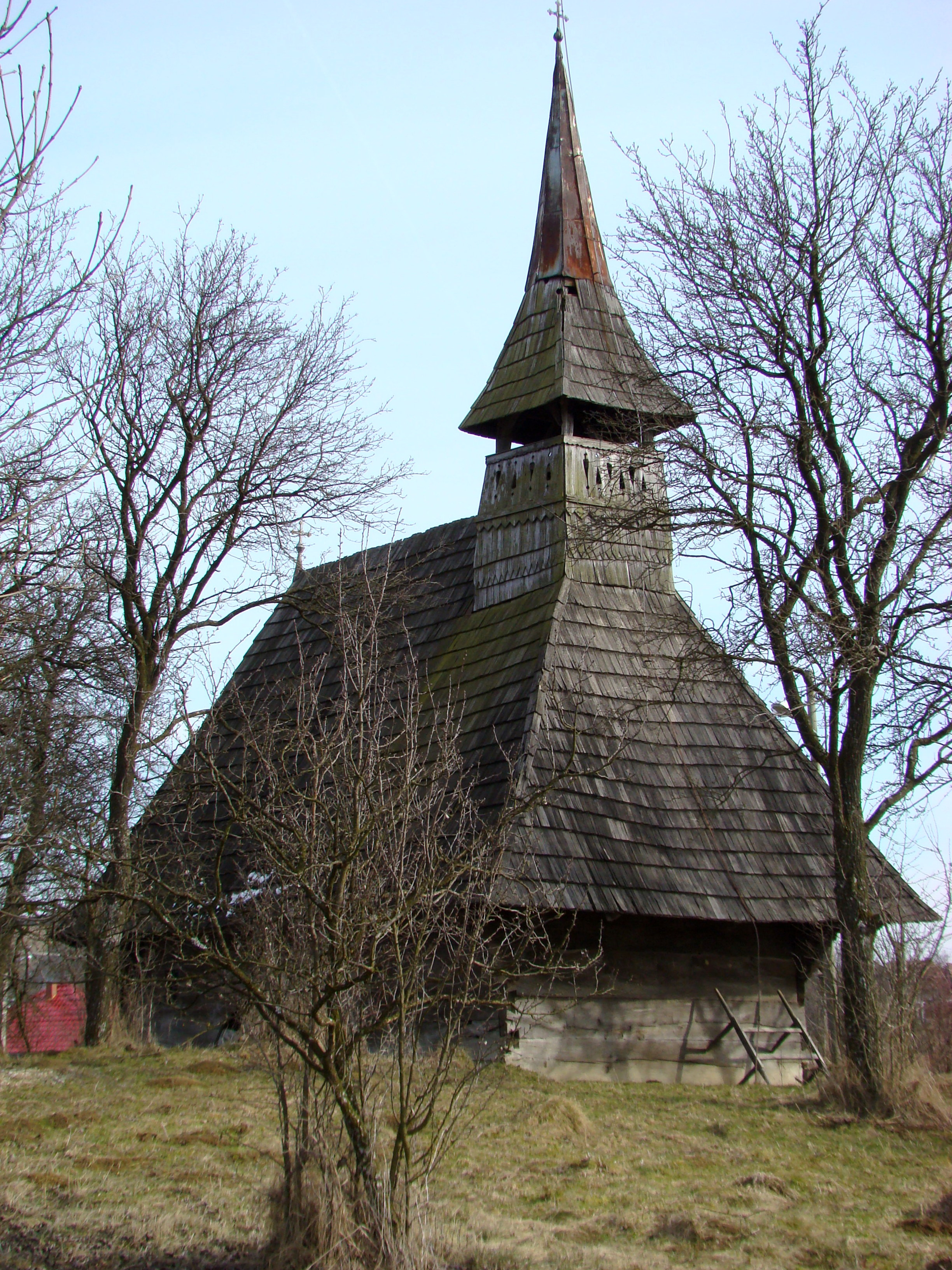
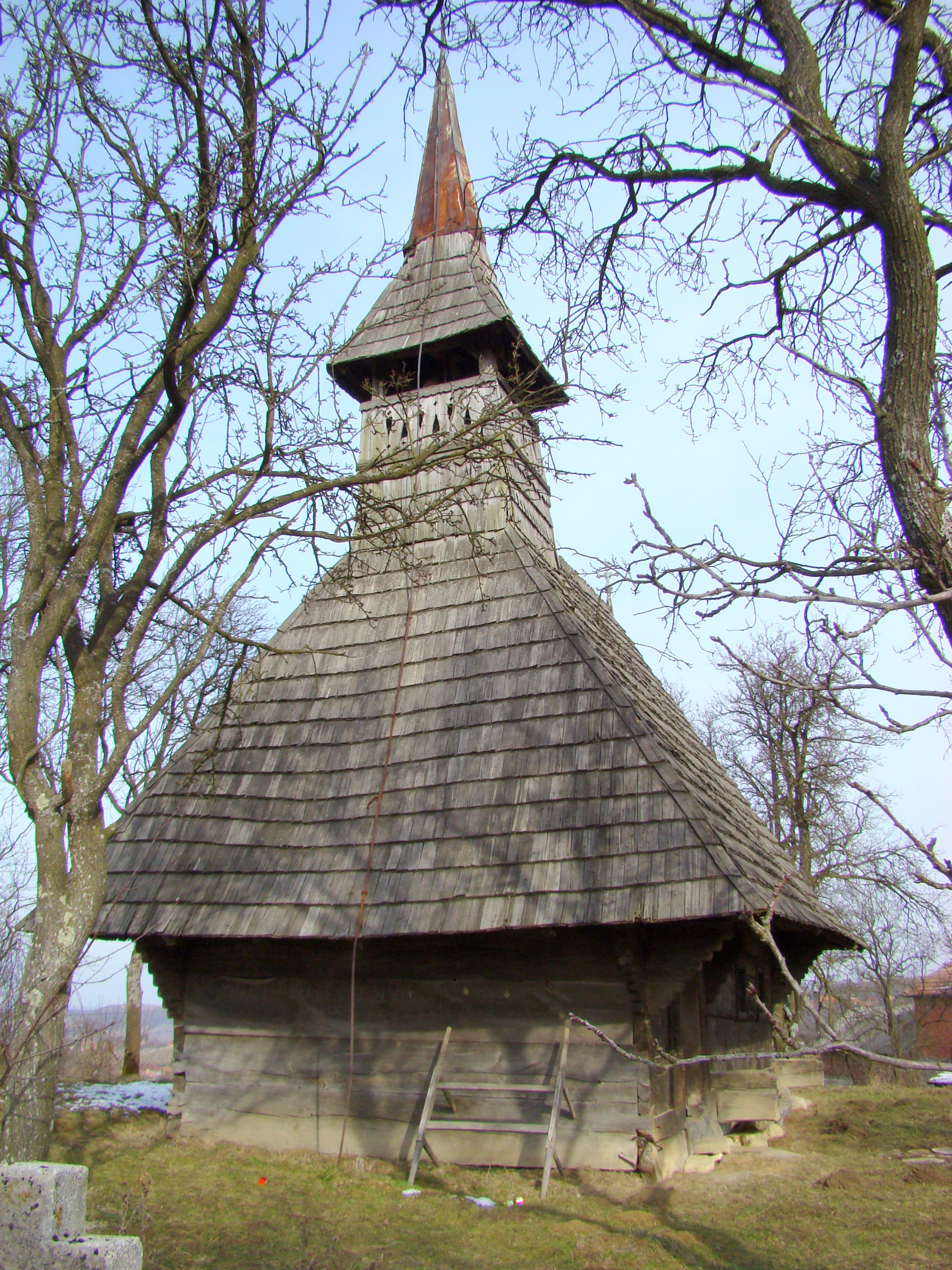
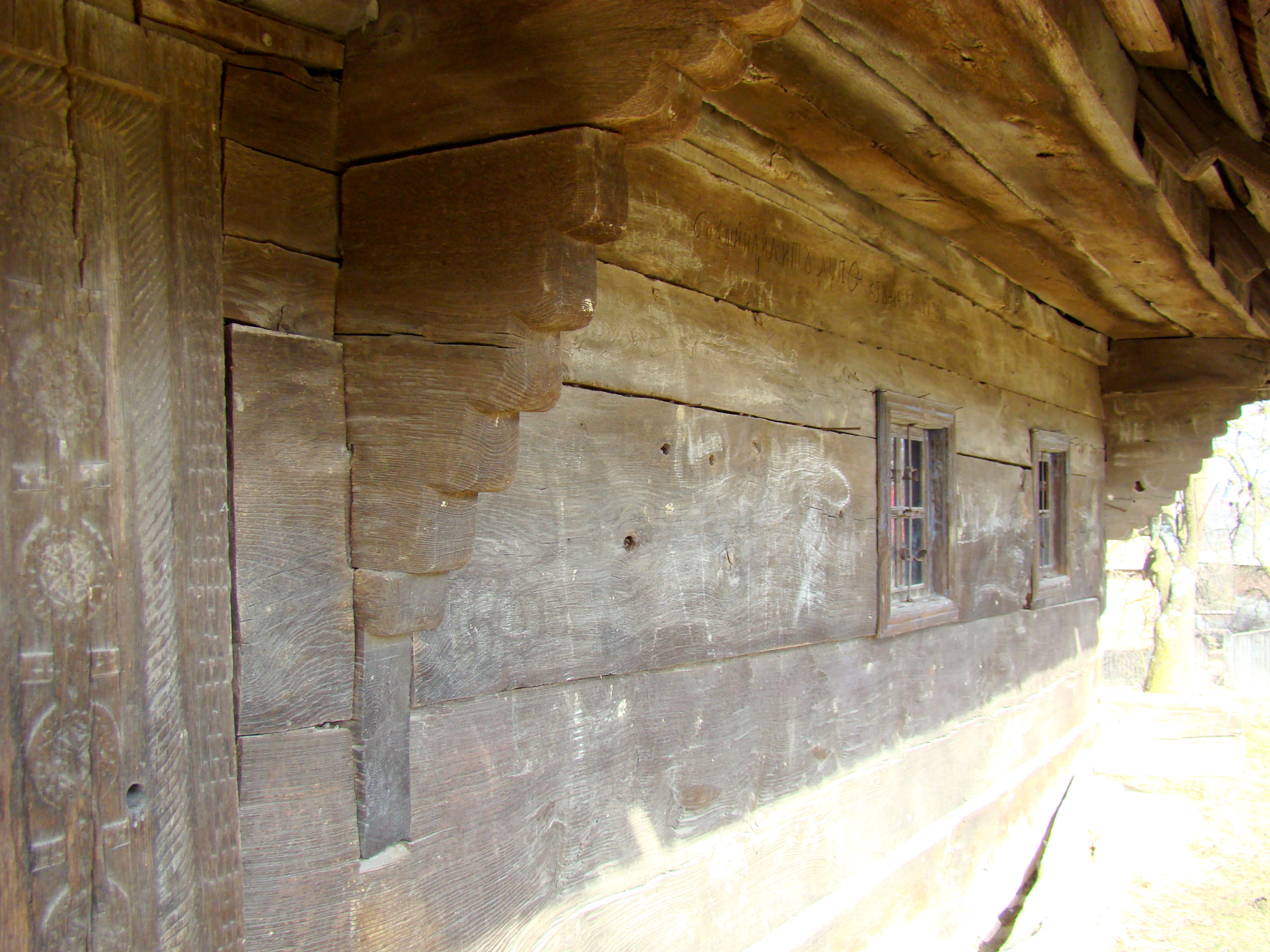
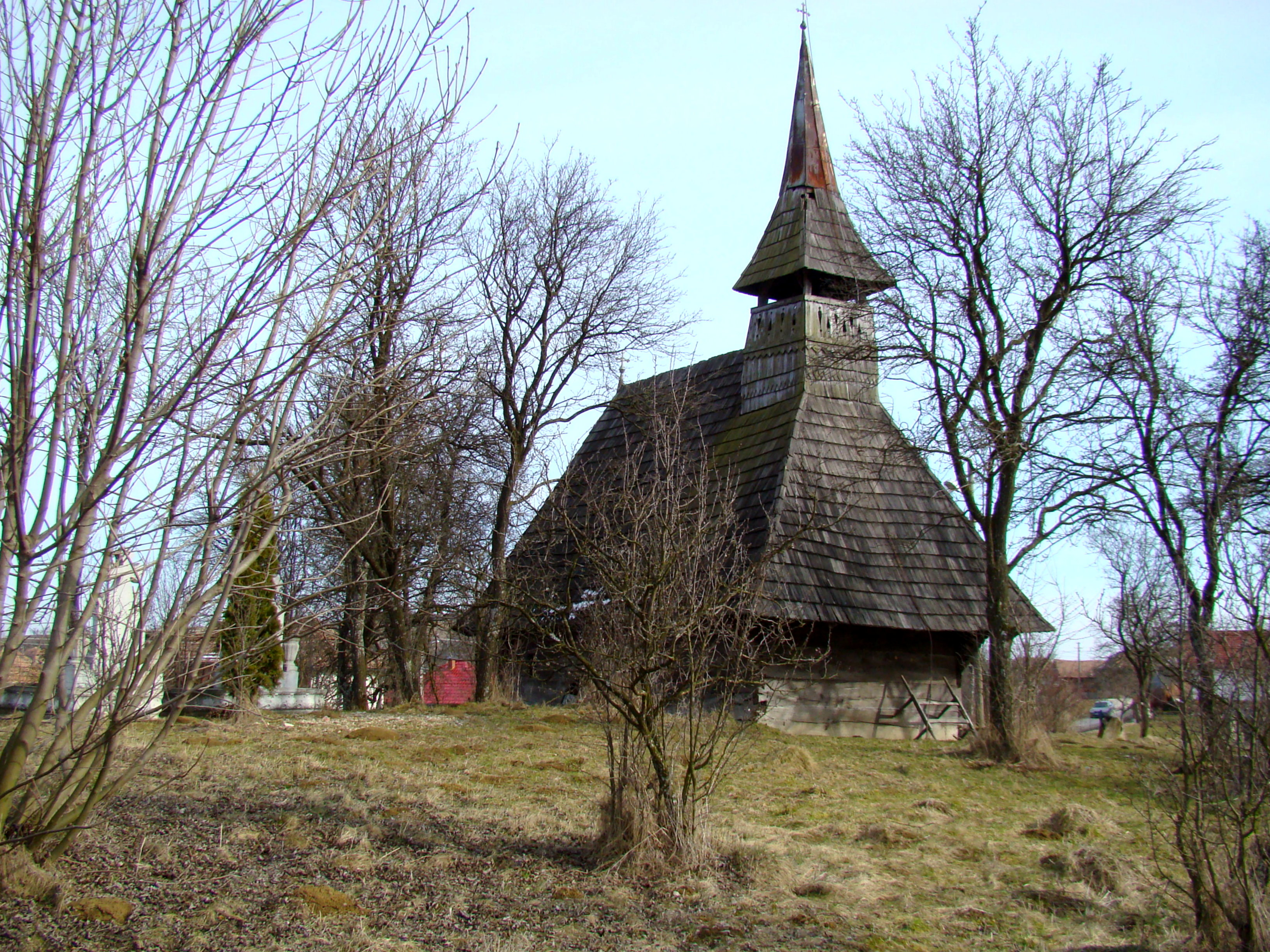
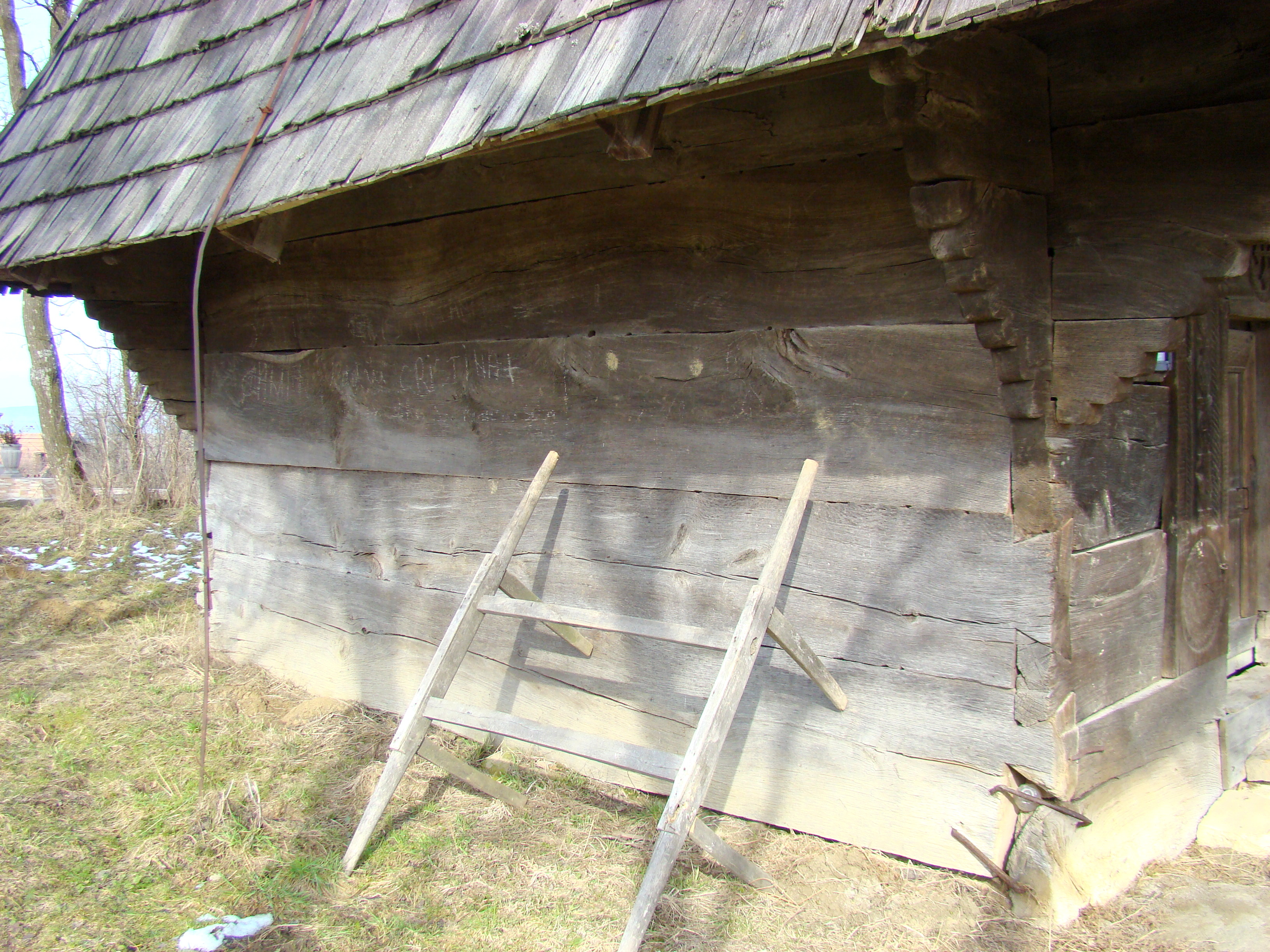
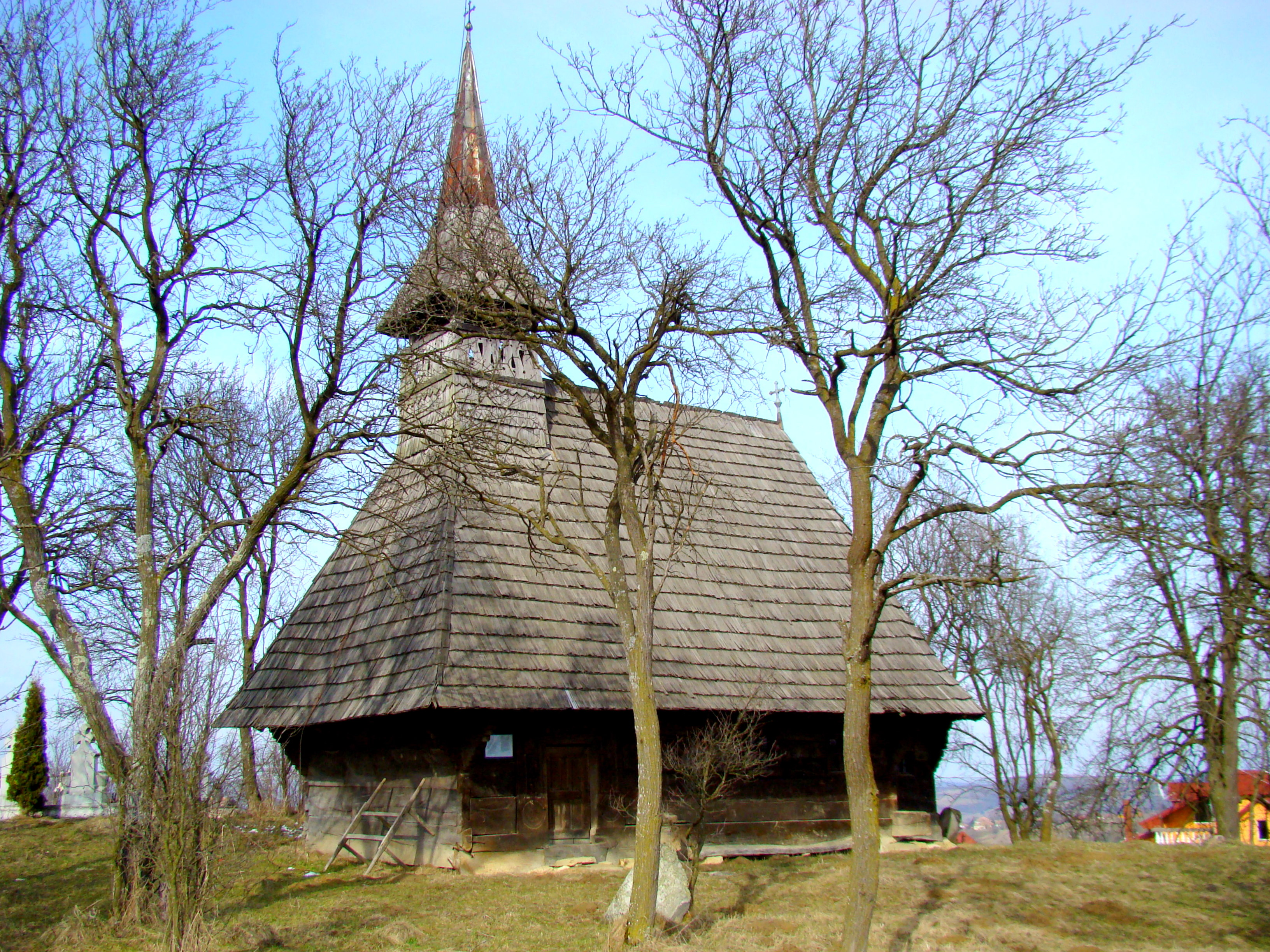
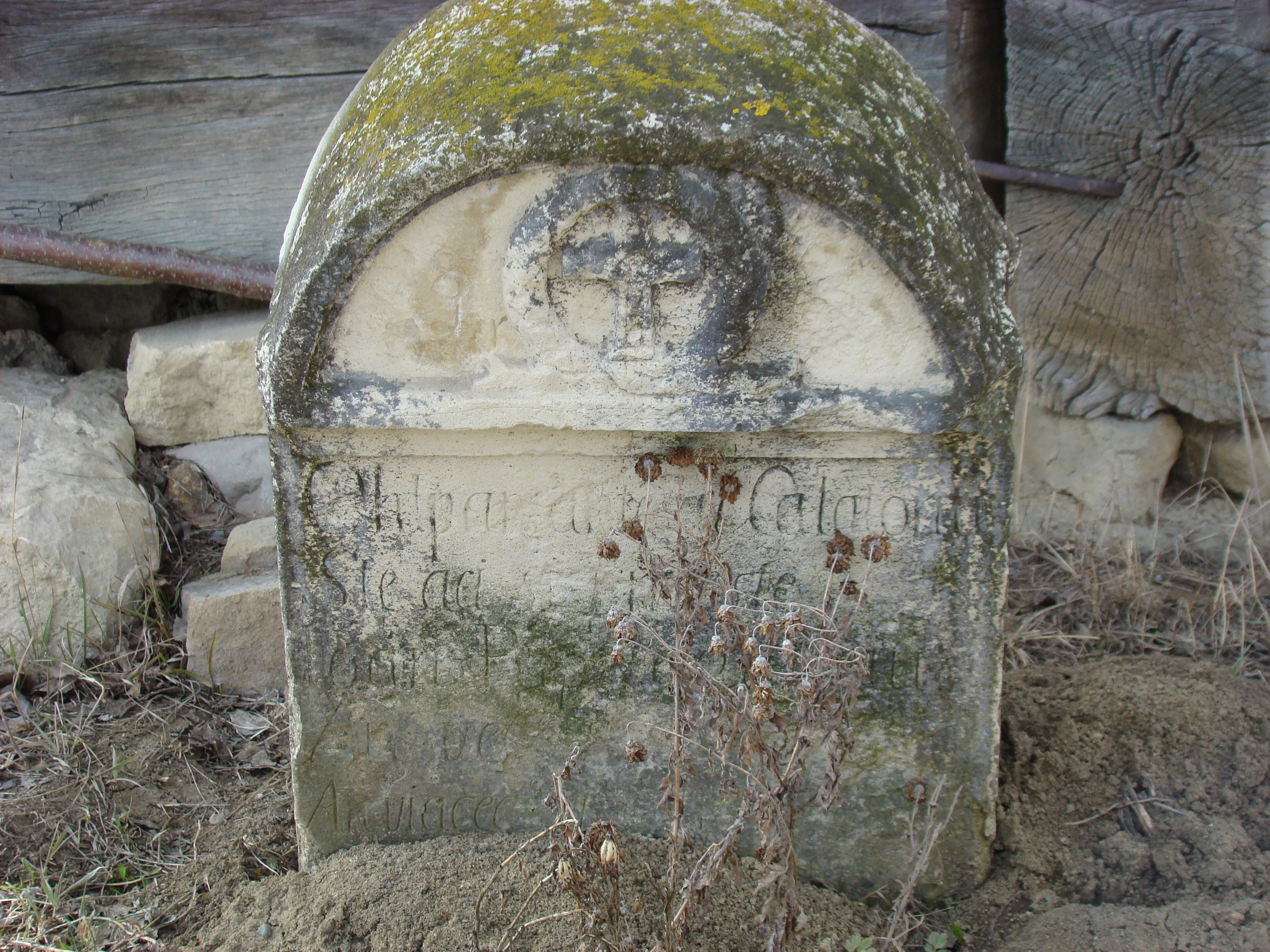